# 藏䴓
，是雀形目䴓科的一种鸟类。

## 特征
白脸䴓体重约14.77克，翼长约72.2毫米，嘴峰长约15.3毫米，喙宽度约3.9毫米，喙厚度约2.9毫米，跗蹠长约17.2毫米，尾长约42.2毫米。白脸䴓在其分布区内为留鸟，其栖息在密集的高大树木组成的森林中，食性为肉食性，主要食物来源是陆生无脊椎动物。

## 分布
中国西部（青海至四川南部，甘肃西南部，西藏东北部和云南）。